# ۱۹۹۲ (فیلم)
۱۹۹۲ یک فیلم درام آمریکایی محصول سال ۲۰۲۴ به کارگردانی آریل ورومن است. تایریس گیبسون، ری لیوتا و اسکات ایستوود در این فیلم بازی می‌کنند. عنوان فیلم به شب اول شورش‌های ۱۹۹۲ لس‌آنجلس اشاره دارد، جایی که داستان فیلم جریان دارد. این آخرین حضور سینمایی لیوتا است و این فیلم به یاد او تقدیم خواهد شد.
این فیلم در تاریخ ۳۰ اوت ۲۰۲۴ در سینماهای ایالات متحده، اکران محدودی را تجربه کرد.

## تولید
در مارس ۲۰۲۱، اعلام شد که ورومن این فیلم را کارگردانی خواهد کرد. در ژوئیه ۲۰۲۱، اعلام شد که گیبسون، لیوتا و ایستوود در این فیلم نقش آفرینی کردند. در سپتامبر ۲۰۲۱، اعلام شد که بیزلی برای این فیلم انتخاب شده است و فیلمبرداری در بلغارستان و لس آنجلس در حال انجام است. در فوریه ۲۰۲۲، اعلام شد که دیلن آرنولد در این فیلم بازیگر شد. کلایدر گزارش داد که لیوتا فیلمبرداری صحنه‌های خود را قبل از مرگش در می ۲۰۲۲ به پایان رساند.

## پخش
این فیلم قرار است در ۳۰ اوت ۲۰۲۴ در سینماهای ایالات متحده اکران محدودی داشته باشد.